# Centro Educativo Salesianos Talca
El Centro Educativo Salesianos Talca, conocido también como Salesianos Talca, es una institución educativa para varones ubicado en Talca, Chile. Imparte clases desde pre-básica hasta educación media, dentro de esta última se imparten las modalidades humanista-científico y técnico-profesional. 
En 2024 cuenta con una cifra de 2050 estudiantes, los cuales se reparten en dos sedes: norte y sur. Antes de 2006 ambas sedes correspondían a distintas escuelas, pero en dicho año fueron unificadas para pasar a ser una sola institución.
El colegio original (actualmente la sede sur) fue fundado en 1888 como Escuela Talleres del Salvador, por un grupo de sacerdotes salesianos enviados por la congregación a solicitud de los vecinos y autoridades eclesiásticas de Talca.
La escuela básica (actualmente la sede norte) fue inaugurada en 1915 como Escuela Patronato Mariana Silva, como iniciativa de un grupo de vecinos del sector norte de la ciudad, quienes estaban interesados en acercar a la religión al sector.

## Historia

### Antecedentes
La Congregación Salesiana se inspira en la obra de San Juan Bosco, sacerdote italiano (1815-1888) cuya misión fueron los jóvenes de clases sociales vulnerables de Italia en época de la Revolución Industrial. 
Sus obras en favor de la educación de la juventud se expandieron rápidamente por toda Europa y no tardan en cruzar el Atlántico y desembarcar en Sudamérica. Argentina, Brasil, Bolivia y Paraguay son los primeros países latinoamericanos en abrazar las obras de Don Bosco. Chile también estuvo en el horizonte de este sacerdote, la región de Magallanes y el puerto de Valparaíso aparecen en sus sueños y palabras, las cuales no tardan en hacerse realidad. 

En la presidencia de Domingo Santa María se decide abrir las puertas de Chile a sacerdotes de esta Congregación en 1885. El trabajo con los jóvenes, la experiencia en el mundo del trabajo y la idea de desarrollar conceptos tan nobles como “Honestos Ciudadanos y Buenos Cristianos” son los que convencen a este presidente de acogerlos. Sus primeras obras se registran en la Patagonia Chilena, específicamente en Tierra del Fuego, foco donde localiza la Sede de la Inspectoría Provincial de Chile, para proyectarse luego al resto del país. 

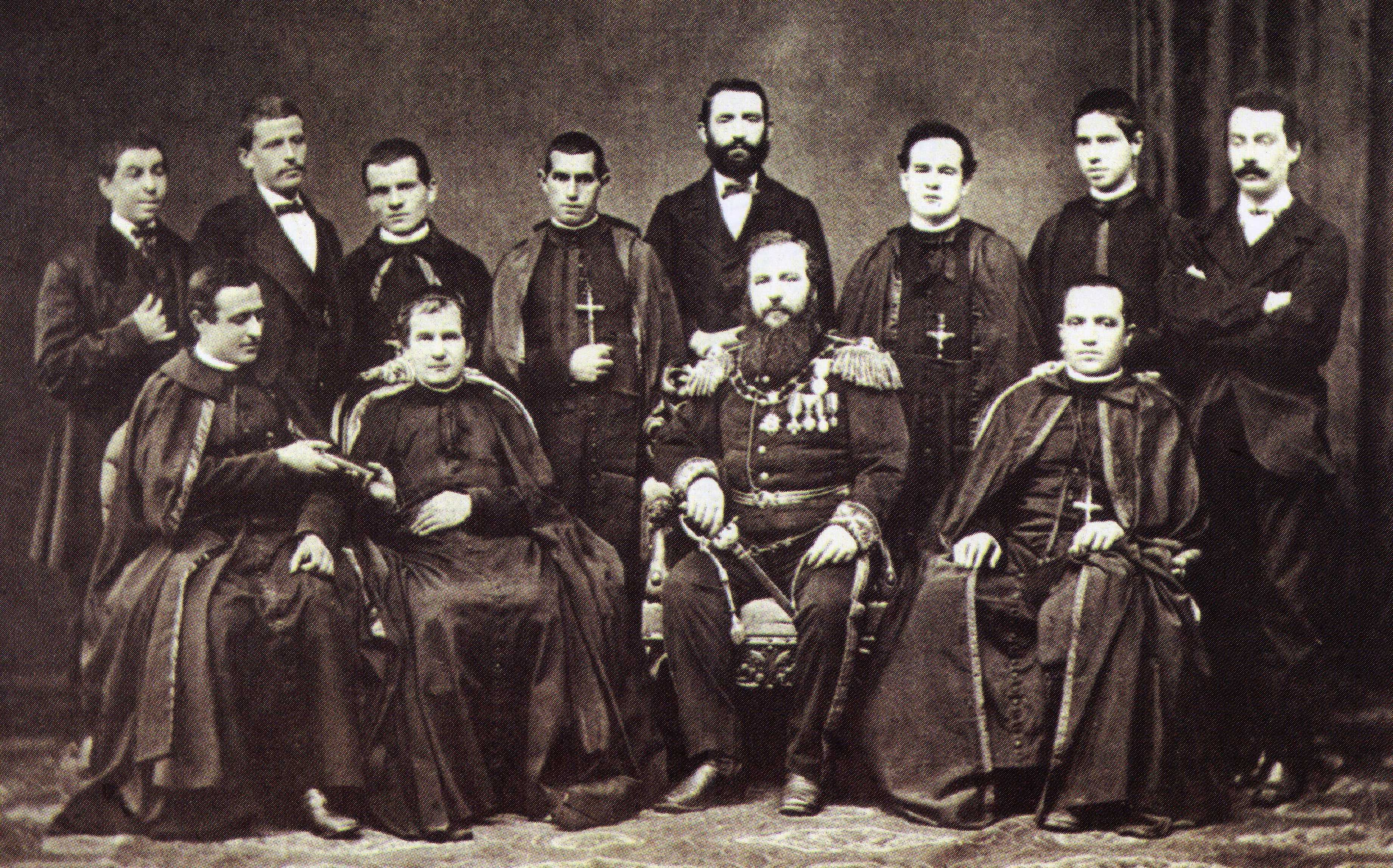
Sentados de izquierda a derecha: Juan Cagliero, Don Bosco, Giovanni Battista Gazzolo y el P. José Fagnano. De pie de izquierda a derecha: coadjutor Vicente Gioia (maestro zapatero), coadjutor Bartolomé Scavini (maestro carpintero), P. Valentín Cassini, P. Juan Bautista Baccino, coadjutor Esteban Belmonte (ecónomo), P. Domingo Tomatis, clérigo Santiago Allavena y coadjutor Bartolomé Molinari (maestro de música).

La expansión salesiana obedece a dos claros intereses, en un sentido la idea de expandir y fortalecer la fe católica en tierras lejanas para contrarrestar la pujanza del liberalismo europeo y, por otra parte, la implementación de escuelas del trabajo a lo largo del país, necesarias en un período en que la industrialización se proyectaba en todo el mundo, las cuales entregan las bases y plataformas de transformación socioeconómica en los niveles de calidad de vida de sus habitantes.
Junto con Punta Arenas y Concepción, Talca fue uno de los primeros lugares de establecimiento de los misioneros salesianos en Chile. Dicha llegada fue gestada por Dorotea de Chopitea, una chilena radicada en Barcelona, quién era bienhechora de los salesianos, a petición de una familiar, la madre María Teresa Serra, superiora de las religiosas del Sagrado Corazón de Talca. En 1887 en un viaje hacia el sur, monseñor Juan Cagliero prometió la instalación de una escuela en Talca, siendo la única ciudad en la que dejara una promesa firmada.
La comitiva de los salesianos que partió a Talca estaba compuesta por los sacerdotes Domingo Tomatis, Alejandro Garbari y Vicente Gioia, además del hermano Luis Marello. El día 3 de febrero de 1888 partieron desde Buenos Aires a Mendoza en tren, llegando al día siguiente. Posteriormente cruzaron la cordillera de los Andes en mula, llegando al pueblo de Los Andes el día 11 de febrero. Al día siguiente arribaron a Santiago. Curiosamente, en dicha ciudad se les informó el fallecimiento de Don Bosco, hecho que en un principio verían con escepticismo. Aquí además se enterarían de la inesperada popularidad que Don Bosco tenía en Chile. Luego de eso realizaron un viaje a Valparaíso para ver a otros sacerdotes.

### Escuela Talleres del Salvador
El 18 de febrero de 1888, la comitiva arriba a Talca en ferrocarril, recibiendo una calurosa bienvenida por parte de la población talquina. Fue el presbítero, Julio Víctor de la Cruz, quien preparó dicho recibimiento, demostrando un gran interés por la llegada de los misioneros a la comuna. A su llegada, la comitiva fue celebrada y transportada en carruajes hacia el templo de Santo Domingo, donde el prior del templo, fray Reginaldo Valenzuela, les realizó un discurso de bienvenida y una misa de agradecimiento, pues la llegada de los salesianos había sido gestada por meses.

El día 21 de febrero, los salesianos tomaron posesión formal del edificio que albergó al hospital San Juan de Dios, y al día siguiente inauguraron el templo conjunto, en una misa privada. Junto con su llegada, aparecieron los primeros inconvenientes, puesto que el edificio no se encontraba pagado en su totalidad, y tampoco cumplía con los requerimientos necesarios para albergar talleres, internado y colegio. Pese a esto, su labor dio inicio de igual manera, recibiendo a los primeros internos y niños menesterosos de la ciudad. Para solventar los problemas económicos, los sacerdotes organizaron colectas por la ciudad, algo que fue visto como un gesto de humildad por parte de la comunidad. A esto se le sumaría la contribución de las otras congregaciones presentes en la ciudad y la colonia italiana.

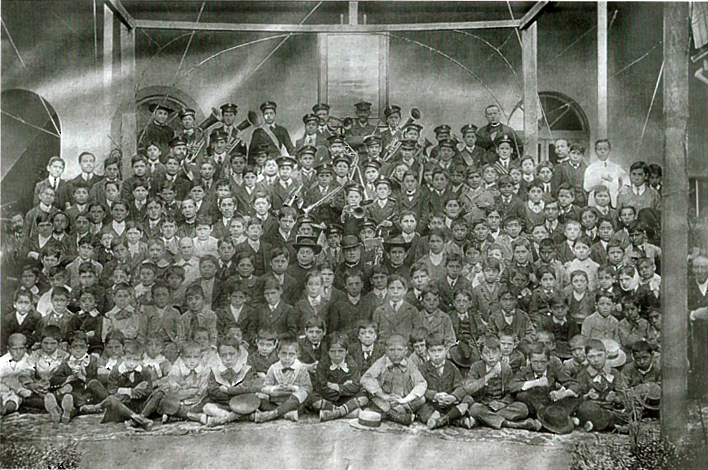
Estudiantes, sacerdotes y bienhechores de la Escuela El Salvador en un paseo de campo, año 1911.

Además de las colectas, la institución recibía apoyos por parte de bienhechores dedicados, gente humilde y los propios padres de los estudiantes, quienes obsequiaban artículos y productos en beneficio de los sacerdotes y los estudiantes de la escuela. Hacia junio de 1888, el colegio ya contaba con 65 alumnos divididos en las primeras tres especialidades de la institución: carpintería, sastrería y zapatería. A estas especialidades se les sumaría, en 1889, herrería y mueblería. En septiembre de 1889 el colegio ya contaba con 187 estudiantes. Estos se dividían entre internos, medio pupilos y externos.

Además del trabajo educativo, los sacerdotes salesianos contaban con otras funciones, las cuáles en muchos casos eran con el objetivo de obtener dinero para la escuela. Entre estas estaban el dar clases de religión y francés para otros seminarios y escuelas, cantar en misas y realizar confesiones y apostolados a zonas rurales. Hacia inicios del siglo XX, además, la congregación prestaba una particular atención a la colonia italiana en Talca, organizando actividades caritativas en beneficio de estos y de sus familias en Europa. También se recitaban sermones semanales en italiano y se oraba por las víctimas italianas en las guerras. Estos lo retribuían con apoyo económico y administrativo, entre otros.

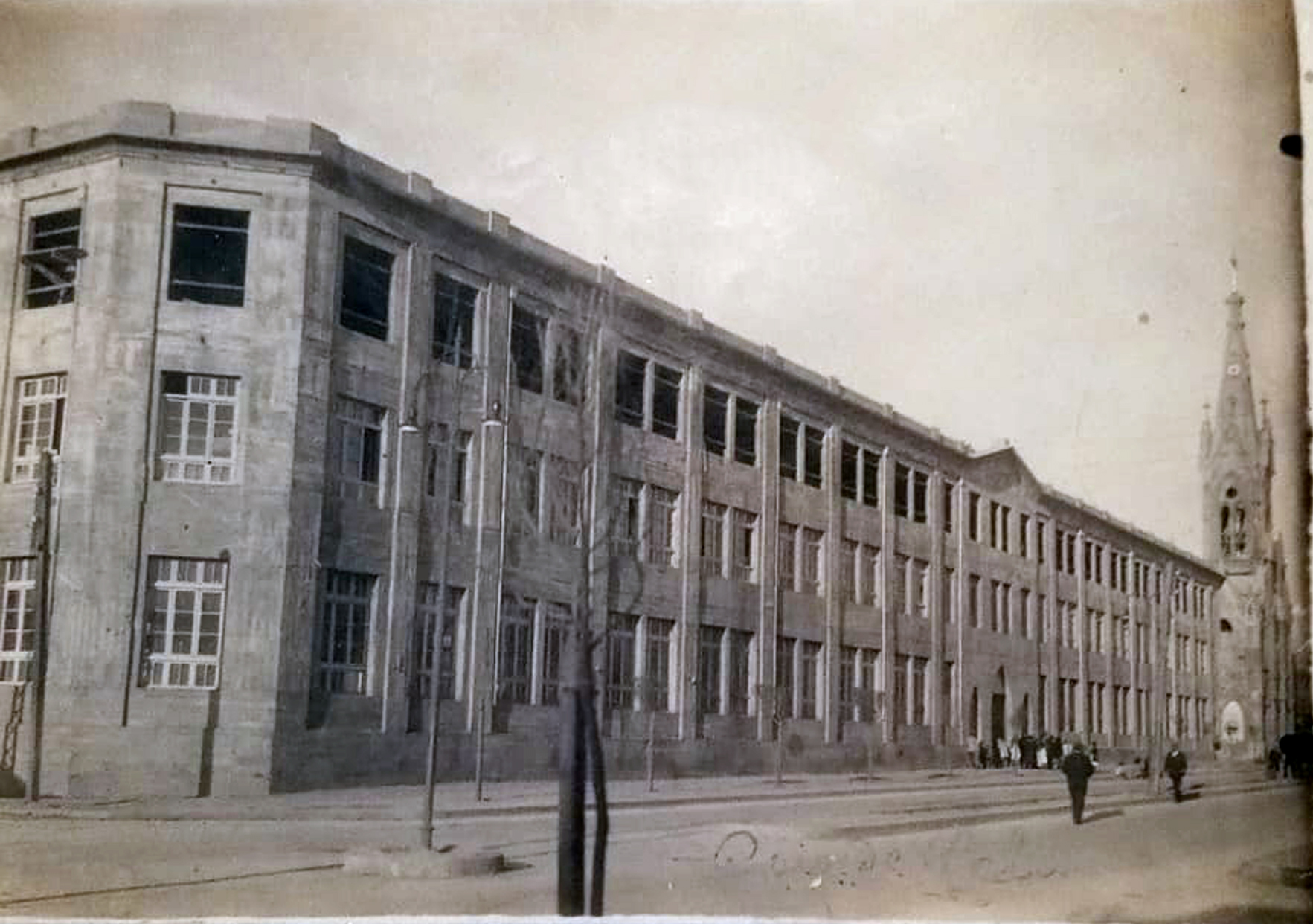
Edificio de la Escuela Talleres del Salvador durante las fases finales de su construcción circa 1931.

En diciembre de 1928, con el terremoto de Talca, el edificio del colegio sufrió graves daños, los cuáles provocaron que debiese ser reparado provisionalmente para poder continuar con el servicio educativo del colegio del año siguiente. No obstante, los ojos ya estaban puestos en construir un nuevo colegio que albergara la creciente cantidad de jóvenes matriculados en la escuela, así como también por la necesidad de modernizar las instalaciones para responder a las nuevas reglamentaciones antisísmicas de los edificios impulsadas por el gobierno de Chile. De esta manera, entre 1929 y 1931 se construye un moderno edificio de tres pisos, el cual mejoraba considerablemente las condiciones del colegio, tanto para los estudiantes como para los sacerdotes.
En 1942, el prefecto Andrés Battezzati fue enviado con la orden de cerrar los talleres técnicos, a excepción de imprenta, para enfocarse en el ámbito educacional. Dicha situación fue impedida por el Padre Crisóstomo Gavirati, quien impidió el cierre considerando la relevancia que aún tenían los talleres pese a su antigüedad. Posteriormente en 1946, el Padre José Chies comenzó las gestiones para actualizar las maquinarias de los distintos talleres existentes, hecho que se materializaría con la adquisición de máquinas desde la Gratitud Nacional y mediante la compra a empresas. Luego, en 1955, se renovarían las instalaciones de la especialidad de mueblería, y con el hermano Mirko Jerala, la especialidad de sastrería se convertiría en una de las más reconocidas del país.
  

El 18 de enero de 1949, el edificio principal del colegio sufrió un voraz incendio que casi lo destruye en su totalidad y que, por poco, alcanzaría el santuario de María Auxiliadora. Esto último fue evitado por el cuerpo de Bomberos de Talca, quienes debieron recurrir a los antiguos camiones que se encontraban en exposición en el museo del cuerpo. El incendio provocó que debiera reconstruirse gran parte del edificio, especialmente los sectores más cercanos al santuario. Esto eliminaría el internado para siempre. 

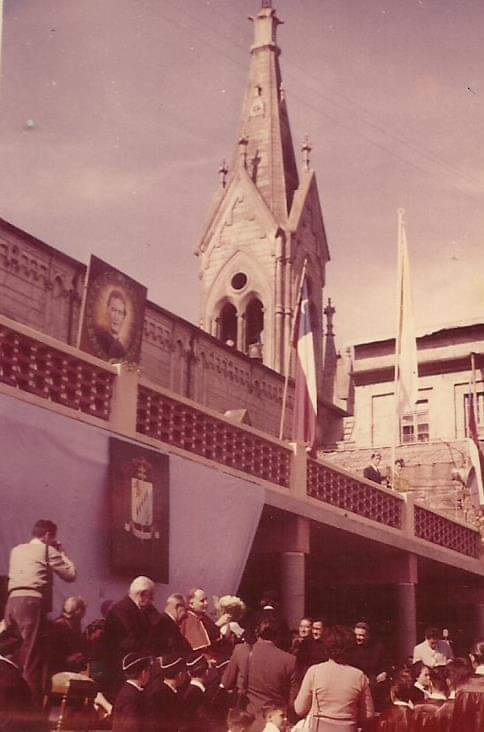
El cardenal Raul Silva Henríquez en una visita a la escuela, año 1962.

Con el paso del tiempo, el colegió continuó creciendo y aumentando de forma constante su matrícula. En 1957, y bajo la Ley 12 466, la Escuela, junto con gran parte de las obras salesianas del país, fue reconocida como cooperadora educacional del estado, lo que permitió certificar los títulos obtenidos por los estudiantes que terminaran sus carreras. De esta forma, las especialidades de mecánica, imprenta, mueblería y sastrería, se convertirían en las primeras en ser validadas oficialmente por el gobierno de Chile, fortaleciendo su relevancia. Esto facilitó también el ingreso de más apoyo económico para el funcionamiento de la escuela. Al año siguiente el Padre Director Leopoldo Pizarro fallecería por un cáncer, siendo la primera vez que la escuela sufre el fallecimiento de un padre director en el cargo.
Ya en la década de 1960 el colegio comenzó una notable alza, aumentando la oferta de profesores y técnicos para las especialidades. Se realizaron intercambios pedagógicos internacionales entre maestros para mejorar la calidad educativa del colegio y de ellos mismos. En 1969 y 1973 se abrieron las carreras de mecánica automotriz y electromecánica, en vista de las nuevas condiciones laborales existentes en el mercado. En 1974 también comienza la especialidad de música, como una alternativa a los oficios manuales, la cual fue validada por el ministerio de educación en 1985, siendo única en el país.
En la década de 1980, especialmente el año del centenario en 1988, las condiciones del colegio mejoraron exponencialmente. Se renovaron los talleres de mecánica industrial, electromecánica e imprenta. Además se habilitó un nuevo taller para mecánica automotriz, con moderno equipamiento para la época, fruto del apoyo de fundaciones y organizaciones sin fines de lucro. En esta década también se vivió una importante reestructuración interna del área pedagógica del colegio, abriendo una serie de oficinas y direcciones para el reordenamiento de este. A la par de esto, se eliminaron las especialidades de mueblería y sastrería.
A finales de la década de 1990 se eliminó la especialidad de música y en 2005 se abrió la de electrónica. En 2002 abrió en Talca la sede del Centro de Formación Técnica Salesiano Don Bosco, donde utilizaban las instalaciones de El Salvador, con la intención de darle continuidad de estudios a los jóvenes titulados. En 2009 terminó su funcionamiento.

### Escuela Patronato Mariana Silva
Con el arribo de los salesianos a Talca, comenzó una nueva era de la presencia de la iglesia en la ciudad. Hacia inicios del siglo XX, y a medida que El Salvador fue aumentando su relevancia en Talca, sus instalaciones empezaron a verse sobrepasadas por la cantidad de personas interesadas en el colegio. Sumado a esto, los sacerdotes comenzaron a interesarse aún más en acercar a los jóvenes a la iglesia, aprovechando el entusiasmo existente. Como respuesta a esto, Mariana Silva, una bienhechora sumamente interesada en los salesianos y su fecunda labor, comenzó a gestionar la compra de un terreno en el antiguo sector de San Gabriel, que en esos tiempos se encontraba en los límites de la comuna, con la intención de abrir un oratorio festivo dirigido a los jóvenes del sector. Tras una pequeña negociación con su amigo Gabriel Letelier, lograría adquirir el terreno por la suma de seis mil pesos.
El 17 de diciembre de 1911 comenzó la construcción del oratorio festivo André Beltrami, que sería renombrado en honor a Mariana Silva luego de su fallecimiento, en 1913, año en el que se inauguró aprovechando las celebraciones por los 25 años de la presencia salesiana en Talca. En dicho oratorio se reunía a los jóvenes del sector y se llevaba a los sacerdotes salesianos apostados en El Salvador para realizar misas y actividades con ellos. Posteriormente, al oratorio se le sumó un pequeño templo dedicada a Santa Ana. En 1914 el lugar era sumamente concurrido por niños y adultos, y en una de esas instancias se comenzó a idear la instalación de una escuela en el sector. En marzo de dicho año ya se recibían a los primeros jóvenes en la Escuela Don Bosco, eso sí, aún de manera informal. El padre Daniel Meza, del primer grupo de sacerdotes salesianos talquinos, fue el primer director a cargo de la escuela.
 

Los registros muestran que la escuela formalmente se habría instalado en 1915 como Escuela Patronato Mariana Silva. En un principio, la escuela debió pasar por importantes dificultades para subsistir, siendo un símbolo del abandono que vivía la población San Gabriel en general. Por otra parte, recibía cada vez más alumnos, y las aulas construidas a pulso por los vecinos y sacerdotes no daban abasto para recibirlos, debiendo utilizar pasillos y las instalaciones del templo como improvisados salones. La estabilidad de la escuela sufría constante vaivenes.

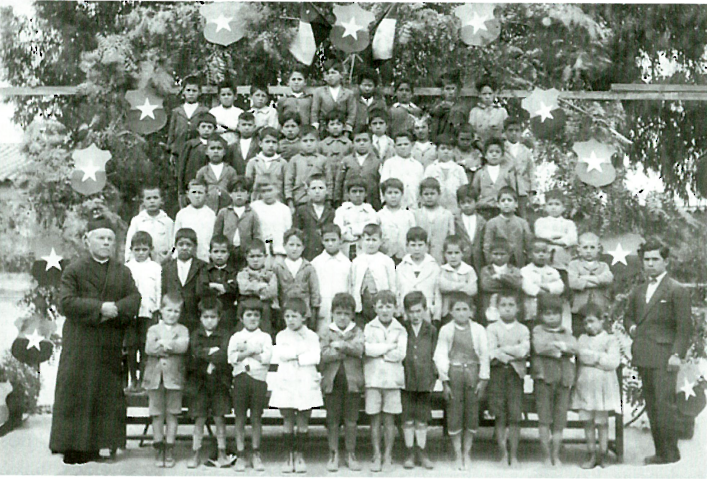
Alumnos de preparatoria de la escuela. A la izquierda se observa al Padre Enrique Buj, 1940.

En 1928 el terremoto de Talca derrumbaría la escuela y el templo conjunto. provocando que la escuela deba cerrar sus puertas, quedando un vago cuidado en el sector, suficiente para la misa dominical y para brindar una atención básica a los jóvenes del oratorio.
En 1936, y bajo la iniciativa del padre Enrique Buj, la escuela vuelve a abrir sus puertas pese a las órdenes centrales de que cerrara para siempre. En la misma época también se reconstruye el templo, aprovechando el aporte de bienhechores de la obra salesiana. Además, en este periodo Santa Ana se conforma formalmente como parroquia, abriendo la oportunidad para contar con sacerdotes y párroco propios.En este contexto, la escuela sería conformada como escuela parroquial, desde donde obtuvo su nombre alternativo como Escuela Santa Ana.

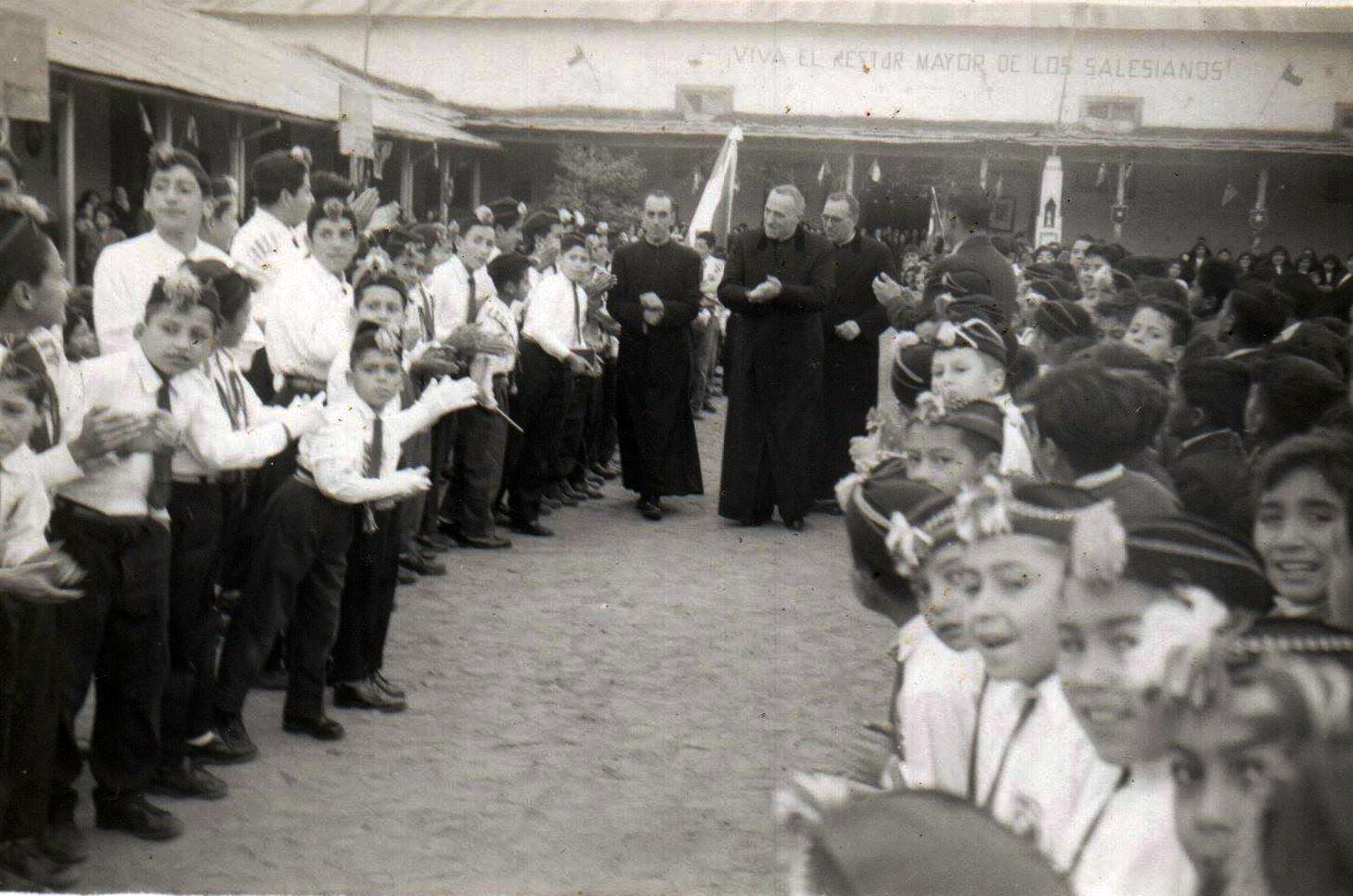
El rector mayor de los salesianos, Renato Ziggiotti, durante una visita a la escuela en 1960.

En 1951 se inauguró el nuevo edificio del patronato, ubicado en el denominado patio de la parroquia, que en aquel periodo era utilizado por los sacerdotes para dar clases en la escuela. En la década 1960, arribó al colegio el padre Sabrino Servidei, quien realizase un incansable trabajo para recuperar las condiciones que el colegio había perdido en años anteriores. Bajo su mandato, se construyeron en el colegio más salones de clases y se renovaron el gimnasio techado y el teatro.
En estos tiempos, la escuela destacaba por ser abierta a la comunidad, lo que hacía que estuviera disponible para la realización de eventos organizados por los vecinos o por los mismos sacerdotes en beneficio de la comunidad a su alrededor. La escuela también tenía su propio coro y banda de guerra.
En 2001 se le realizarían los últimos arreglos como colegio independiente, recibiendo más salas. Al momento de unificarse con El Salvador, el colegio contaba con dos cursos por nivel, abordando desde pre-kinder hasta octavo básico.

### Centro Educativo Salesianos Talca
El 31 de enero de 2005, en un documento oficial del Rector Mayor Pascual Chávez, se oficializó la aprobación del denominado Proyecto de Talca, bajo el cual se intentaba lograr la unificación de las dos instituciones salesianas de Talca, la Escuela Santa Ana y la Escuela Industrial El Salvador. Buscando unir la enseñanza salesiana y dándole continuidad desde pre-básica hasta la educación superior dada por el CFT Don Bosco.
El año 2006, y mediante la resolución exenta N.º 243, la institución materializa el proceso de unificación comenzado el año anterior, con la intención de convertir a ambas instituciones en una sola. Este año se comenzó a aplicar ya en el fin de la residencia de los sacerdotes en los terrenos de la parroquia Santa Ana y otros cambios progresivos, dándose comienzo formalmente al Centro Educativo Salesianos Talca. En gran parte de los casos, los símbolos establecidos serían los que se utilizaban en El Salvador, siendo estos la insignia (que sufriría modificaciones leves), los colores institucionales y el uniforme. En temas administrativos, se ocuparon los datos base de la escuela El Salvador, lo que permitió establecer como 1888 el año de inauguración del colegio, y lo que provocaría el término formal de la Escuela Santa Ana. Por la ubicación geográfica de sus instalaciones, y para evitar confusiones, se designó al establecimiento de la Escuela Santa Ana como sede norte, y a la de El Salvador como sede sur. 
A su vez, se ampliaría la oferta educativa a la enseñanza media tradicional Científico-Humanista, habilitando un curso por nivel en sede norte. En 2009, se inauguran nuevas dependencias en sede norte, lo que permitió aumentar a dos cursos por nivel para la educación media. Esto permitió que las consecuencias del terremoto del 27 de febrero no fueran tan significativas para esta parte. Sin embargo, sí lo serían en el sector de la parroquia Santa Ana, puesto que el edificio que antiguamente funcionaba para albergar a los sacerdotes se vio con daños que catapultaron su demolición. La sede sur, por su parte, no tuvo tantos daños estructurales, aunque el santuario de María Auxiliadora sufrió algunos, los cuales fueron reparados entre 2011 y 2014.
A finales de 2015 y para hacer frente a la reforma educacional instaurada por el gobierno de Michelle Bachelet, el colegio se vio en la obligación de terminar con las pruebas de selección para el ingreso de los estudiantes. Ese mismo año el colegio se volvió gratuito para todos los estudiantes por primera vez en su historia.
En 2023, el colegio renueva completamente los laboratorios de la especialidad de electrónica, permitiendo sumar enseñanza en electrónica industrial y domótica a las opciones pedagógicas.

## Educación

### General
- Pre-básica
- Básica
- Media Humanista-Científico

### Especialidades Técnico - Profesional
- Mecánica Industrial[n 1][n 2]
- Mecánica Automotriz
- Electricidad[n 3]
- Gráfica[n 4][n 5]
- Electrónica

### Especialidades eliminadas
- Zapatería
- Sastrería
- Mueblería
- Carpintería
- Ebanistería
- Herrería
- Tipografía
- Imprenta
- Música[n 6]
- Tornería
- Electromecánica

1. ↑  Precedida indirectamente por tornería y herrería
2. ↑  Cuya denominación original era Mecánica de Máquinas y Herramientas
3. ↑  Precedida por electromecánica
4. ↑  Precedida por imprenta y tipografía.
5. ↑  Cuya denominación original era Artes Gráficas
6. ↑  Cuyo titulo formal era el de Instrumentista en Ejecución Musical

## Emblemas

### Uniforme
El uniforme oficial del colegio fue adoptado del que se utilizaba en la Escuela El Salvador desde mediados de la década del '90. Se compone por un vestón azul marino, pantalón gris, zapatos negros, camisa blanca y corbata institucional. Del lado izquierdo del vestón, sobre el bolsillo a la altura del pecho, se ubica la insignia institucional bordada.

### Escudo
El escudo oficial del colegio también fue adoptado del que se utilizaba en la Escuela El Salvador desde la década del '90. La forma del escudo corresponde a uno de tres puntas, azul con borde amarillo, siendo ambos los colores institucionales del colegio. Contiene cuatro simbologías en su interior, al centro una S y una T de color blanco superpuestas de Salesianos Talca, en la zona superior la palabra Talca, y al centro, sobre las iniciales del colegio, una flama, el representativo del espíritu santo en la religión católica. 

### Himno
El himno fue escrito por el maestro y profesor de música Francisco Ramírez Navia en 2006 La letra hace referencia a la labor educativa del colegio, la entrega de valores y las imágenes de Don Bosco y María Auxiliadora para la familia salesiana.

## Directores

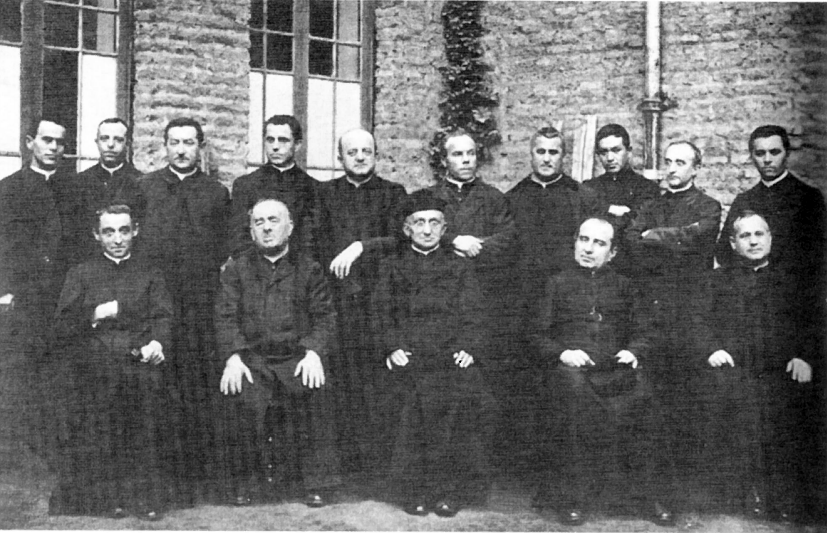
Reunión de Directores salesianos en Chile, año 1912. De pie de izquierda a derecha: Pablo Rabagliatti, Enrique Raygazze, Emilio Cozzni, Crisóstomo Gavirati, Pedro Dinale, Simón Dynerowicz, Carlos Amerio, Florencio Sáez, Juan Castellari, Abraham Aguilera. Sentados de izquierda a derecha: Domingo Soldati, Domingo Tomatis, Luis Nai, Ambrocio Turricia y Silvio Romoli.

### Escuela Talleres del Salvador
- Padre Domingo Tomatis (1888-1891)
- P. Alessandro Garbari (1891-1892)
- P. Pedro Dinale (1892-1897)
- P. Silvio Romoli (1898-1901)
- P. Juan Gasparoli (1902))
- P. Domingo Tomatis (1903-1910)
- P. Silvio Romoli (1911-1917)
- P. Eugenio Sticca (1918-1921)
- P. Carlos Amerio (1922-1924)
- P. Pedro Dinali (1924-1926)
- P. Pablo Rabagliatti (1927-1930)
- P. José Bankemper (1931-1936)
- P. Clemente Korda (1937-1939)
- P. José Bankemper (1939-1941)
- P. Crisóstomo Gavirati (1942-1945)
- P. José Chies (1946-1949)
- P. Luis Riquelme (1949-1953)
- P. Héctor Fracassi (1954-1956)
- P. Leopoldo Pizarro (1957-1958)
- P. José Flores (1958-1959)
- P. Andrés Battezzati (1959-1961)
- P. Francisco Rojas (1961-1962)
- P. Francisco Schnurer (1963-1968)
- P. Pedro Pavisic (1969-1975)
- P. Julio Venegas (1976-1983)
- P. Quintín García (1984-1986)
- P. Natale Vitali (1987-1991)
- P. Pedro Cuello (1992-1996)
- P. Jorge Iturriaga (1997-2002)
- P. Francisco Robles (2003-2004)

### Escuela Básica Patronato Mariana Silva
- Padre Daniel Meza (1914-1915)
- P. Sergio Carraglia (1916-1926)
- P. Simón Dynerowicz (1927-1930)
- P. Enrique Buj (1936-1943)
- P. Antonio Spillare (1943-1951)
- P. Francisco Cecchini (1952-1954)
- P. Ezio Brunello (1955-1959)
- P. Sabino Servidei (1960-1964)
- P. Teodosio de la Fuente (1965-1968)
- P. Héctor Fracassi (1969-1973)
- P. Raymundo Roccaro (1974-1976)
- P. Antonio Larraín (1977-1981)
- P. Serverino Tarvido (1982-1986)
- P. Julio Vergara (1987-1992)
- P. Jorge Rivera (1993)
- P. Miguel Moral (1994)
- P. Bernardo Venegas (1995-2000)
- P. Pedro Cuello (2001-2004)

### Centro Educativo Salesianos Talca
- Padre Carlos Ordóñez (2005-2007)
- P. Miguel Rojas (2008-2013)
- P. Julio Orrego (2014-2015)
- P. Pedro Cuello (2016-2021)
- P. Darío Navarro (2022-2023)
- P. David Albornoz (2024-Act.)

## Instalaciones
La institución tiene la particularidad de que todas sus principales dependencias se encuentran en el mismo lugar desde sus correspondientes inauguraciones. Esto incluye a los colegios y las parroquias.

### Sede sur

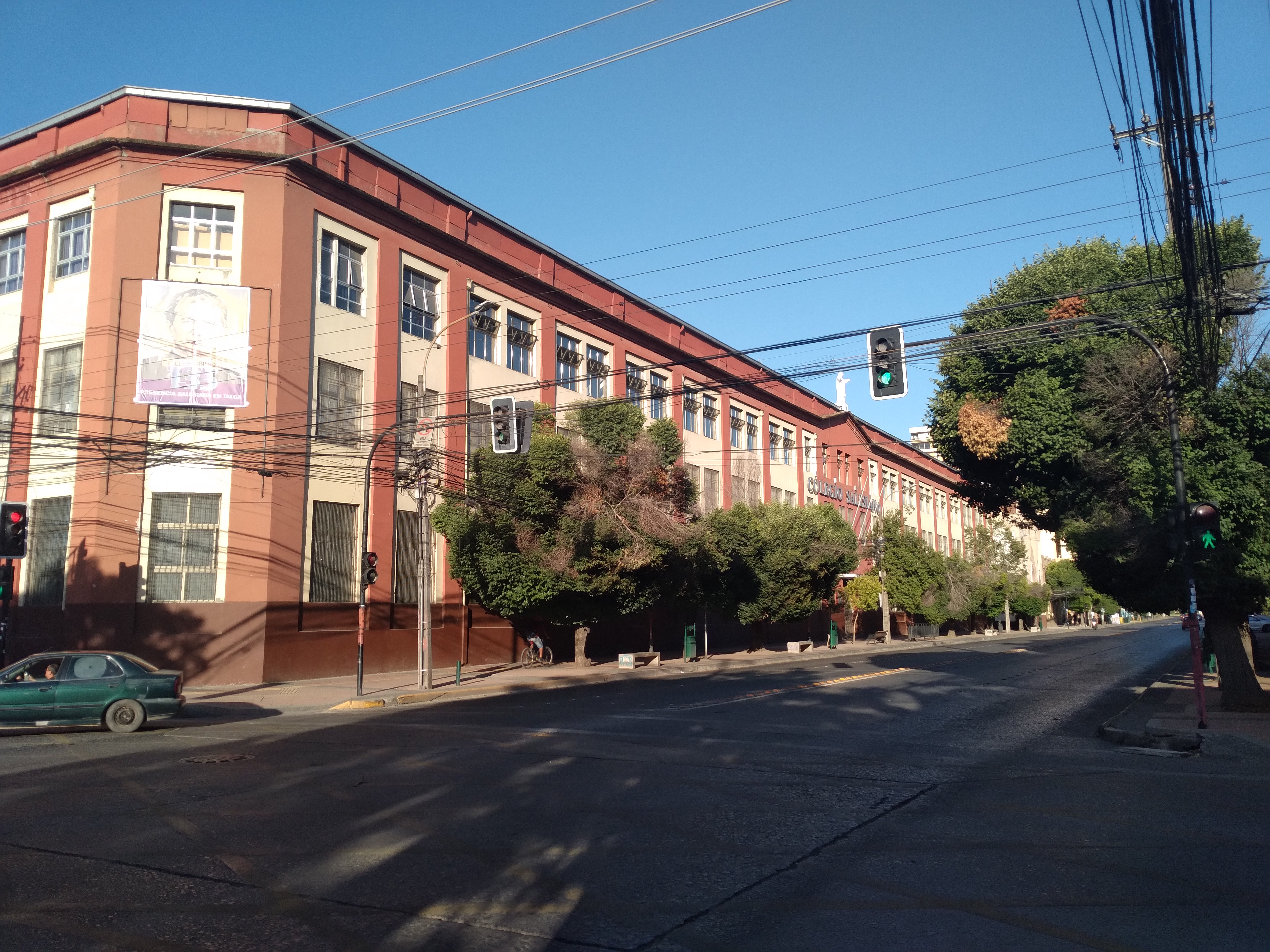
Exterior de la sede sur en 2024.

En la actualidad, la sede sur tiene construido un total de 11050 metros cuadrados. Cuenta con una nave principal, la cual es la edificación más antigua del colegio, siendo la que da de frente a la avenida 2 sur. En dicho edificio se encuentran todas las salas de clases, un salón de conferencias, las oficinas administrativas, una sala de computación, laboratorio, etc. Además, en dicho edificio se encuentran las instalaciones para las especialidades de Mecánica industrial, Electricidad y Electrónica. 
Por otra parte, cuenta con una nave que da hacia la calle 4 oriente, la cual incluye principalmente las instalaciones para las especialidades de gráfica y de Mecánica Automotriz.
Cuenta con una tercera sección, la cual incluye un salón para eventos y conferencias, oficinas administrativas, la biblioteca del colegio, los comedores para los estudiantes, entre otros. En dicha ala también se encuentran las habitaciones de los sacerdotes de la congregación salesiana.
Finalmente incluye una cuarta sección, la cual corresponde al gimnasio y sus camarines, la sala de música y los talleres y salas para los auxiliares.
Al centro de todo el espacio se encuentra el patio, el cual se encuentra totalmente pavimentado en cemento a excepción de un pequeño jardín cerca de los baños principales que tiene un busto de Don Bosco en su interior. Tiene algunas máquinas de ejercicio, las líneas pintadas para tres canchas de futbolito en el piso, entre otros.

### Sede norte

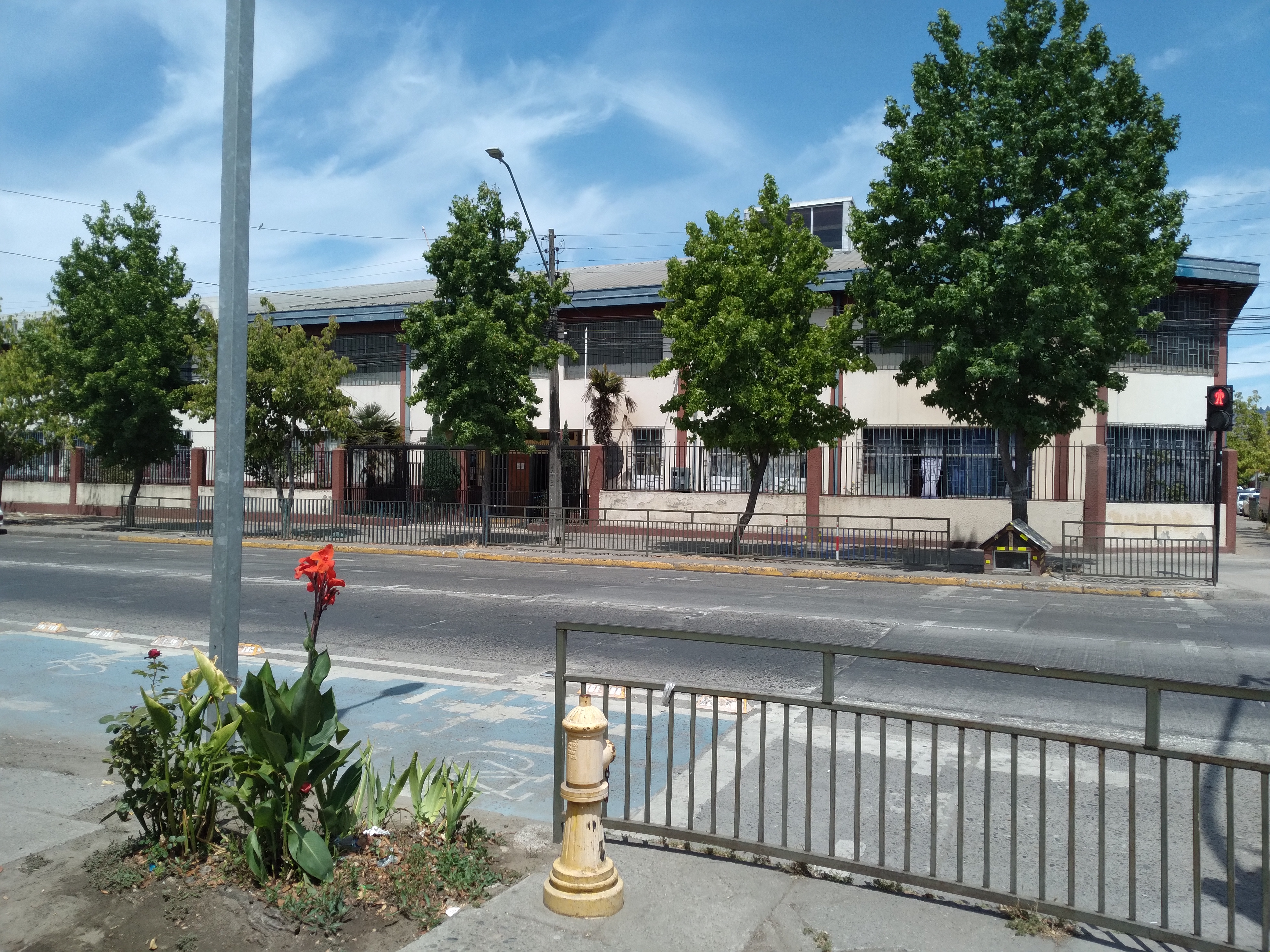
Exterior de la sede norte en 2024.

En la actualidad, la sede norte tiene construido un total de 8650 metros cuadrados. Cuenta con una nave principal de dos pisos que se ubica en la esquina de la 11 oriente con la 7 norte, el cual cuenta con los salones de clases para los estudiantes y las oficinas administrativas.
Cuenta con una segunda sección de tres pisos que se conecta al edificio principal, y dividida en dos partes anexas, y da hacia la esquina de la 10 oriente con la 7 norte, la cual tiene más salones de clases, los comedores de los alumnos, la oficina del inspector, la sala de profesores,  la biblioteca de la sede y una sala de conferencias, entre otros.
Tiene una tercera sección a un costado del gimnasio, el cual incluye las salas para los preescolares, la sala de música, un laboratorio y el teatro.
El recinto tiene un gimnasio, con galerías y sus respectivos camarines.
Detrás de la tercera sección y el gimnasio se encuentra el patio de la parroquia Santa Ana el cuál ocasionalmente es accesible para estudiantes. Tiene una cancha de cemento y un pequeño jardín con flores, además de arbolado en distintas partes.
En el centro del espacio se encuentra el patio. Cuenta con una línea de liquidámbares sobre una galería de cemento al costado de las canchas, así como también palmeras y otros árboles agrupados en la zona más cercana a la 10 oriente y detrás de las canchas del patio principal. El resto del espacio se encuentra pavimentado, con líneas pintadas en el piso para dos canchas de futbolito y una de basquetbol, contando además con arcos y aros para su respectiva práctica. En una esquina cuenta con una figura de yeso de María Auxiliadora, inaugurada el 2015.

### Instalaciones anexas

#### Santuario de María Auxiliadora
El santuario de María Auxiliadora es como se le denomina a la iglesia que se encuentra a un costado del edificio de la sede sur. Se ubica en el mismo lugar donde se encontraba la antigua iglesia del Hospital San Juan de Dios. Su construcción fue promovida por los padres Silvio Romoli y Antonio Bergia. Fue inaugurada en 1915 según la mayoría de fuentes. La iglesia destaca por mantener su diseño de ese entonces, y ser de las pocas en Talca que aún mantienen un estilo arquitectónico particular, siendo de los pocos edificios en Talca que ha sobrevivido a los diversos terremotos que han golpeado a la zona central. Es utilizada por el colegio para misas, sacramentos, entre otros. 

#### Parroquia Santa Ana
La parroquia Santa Ana se encuentra ubicada allí desde 1913, empezando primero como un oratorio dirigido a jóvenes, que posteriormente se convertiría en una parroquia. El edificio actual de la iglesia fue inaugurado a finales de la década de 1980, luego de que el edificio anterior fuese demolido como consecuencia del terremoto que azotó la zona central de Chile en 1985. Es utilizada por el colegio para misas y sacramentos.

### Otros espacios
- Villa Pinardi: Parcela perteneciente a la congregación ubicada al sur-oriente de Talca. Se utiliza para retiros espirituales y otros eventos durante el año.
- Refugio en La Suiza: Refugio en la zona cordillerana de la región. Se utiliza para retiros espirituales y otros eventos.
- Casa de Retiro Santa Rita: Casa ubicada cerca de la comuna de Pelarco, al nor-oriente de Talca. Se utiliza para paseos.

### Espacios eliminados
- Pista de esquí de la Escuela El Salvador: Era una corta pista de esquí inaugurada en enero de 1975.[42] Estaba compuesta por escobillas de lavar con las cerdas hacia arriba, las cuáles simulaban la rugosidad de la nieve y le daban sujeción a los esquís. Contaba con una manivela para nivelar los grados de inclinación de la pista, y dos angostas escaleras en los costados para llegar a la cima donde había una pequeña base. Se utilizaba ocasionalmente para las clases de educación física, pero era mucho más usada por el taller de esquí del colegio, existente durante esos años. Fue desmantelada en la década de los 80 debido a que representaba un peligro para los estudiantes.
- Cancha de fútbol «Santa Ana»: Fue una cancha de fútbol de medidas oficiales que se encontraba a un costado de la escuela Santa Ana, aunque posteriormente llegó dentro de esta debido a la expansión del colegio. Dicha cancha fue inaugurada en marzo de 1915 en un campeonato amistoso five a side.[43] La cancha era vastamente utilizada por diversos clubes del sector, para disputar partidos amistosos y encuentros oficiales por las ligas de Talca. Fue eliminada luego de la unificación de ambas escuelas, para dar paso a más patio utilizable por los alumnos y salones de clases.
- Cristo de Santa Ana: Era una escultura del cristo crucificado que se encontraba a un costado de la cancha de fútbol de Santa Ana, específicamente en la esquina noroeste del recinto y al lado de las galerías de cemento. Fue quitado porque se encontraba justo en medio de los nuevos edificios en construcción.

## Agrupaciones anexas

### Banda de Honor

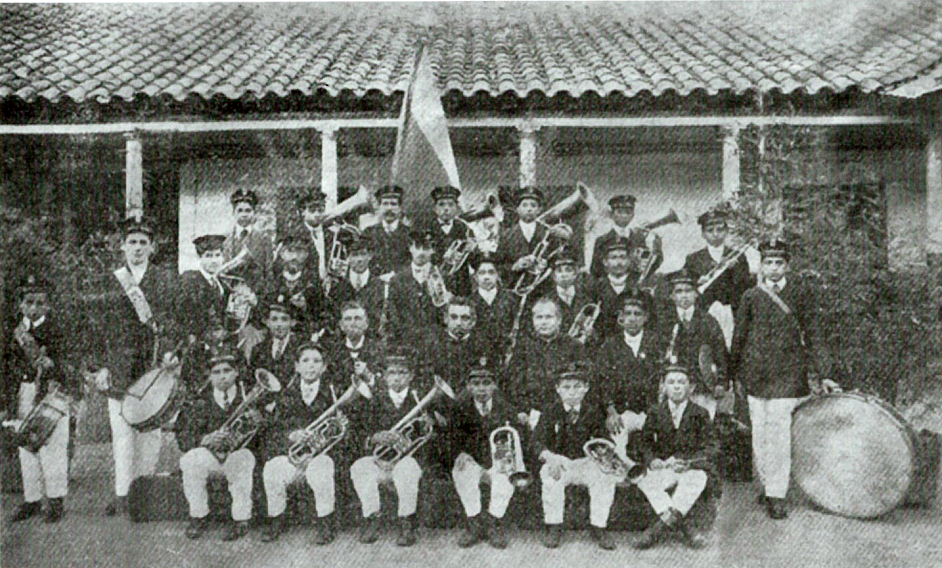
Banda de la Escuela El Salvador, año 1911.

El colegio cuenta con una banda de guerra con una vasta historia. Fue creada en 1889 por iniciativa del padre Domingo Tomatis, teniendo su primera presentación en las fiestas patrias de Chile de dicho año. Por su parte, la escuela Santa Ana también contaba con una banda, se desconoce su inicio. Al momento de la unificación de los colegios, la banda se nutrió de los jóvenes de ambas escuelas. Actualmente recibe jóvenes de diversas edades, a los cuáles se les brinda un espacio para el desarrollo musical. Además, cuenta con banda de guerra y banda instrumental. Esta última tiene la particularidad de también participar de presentaciones musicales de cámara.

### Centro General de Alumnos
El Centro General de Alumnos (CGA) corresponde a la entidad que representa a los estudiantes frente a las autoridades del establecimiento. Se compone de un grupo de alumnos de educación media, a los que se le suma un alumno de básica en representación de sus compañeros del mismo nivel de enseñanza, quienes conforman una lista que debe ser elegida por el resto de la comunidad estudiantil a finales de cada año.

### Centro General de Padres y Apoderados
El Centro General de Padres y Apoderados (CGPPAA) corresponde a la entidad que representa y unifica a los apoderados del establecimiento. Se compone por una directiva que agrupa a apoderados de diversos niveles, los cuales son elegidos por el resto de apoderados en elecciones que se realizan periódicamente.

### Centro de Antiguos Alumnos
El Centro de Antiguos Alumnos (Antiguamente denominado como «Circulo Social Don Bosco»), corresponde a la agrupación que reúne a los estudiantes ya licenciados del establecimiento. Es un grupo abierto a cualquier persona que haya estudiado en el colegio. Fue fundado el 2 de octubre de 1904, lo que lo convierte en una de las entidades de este estilo más antiguas de la congregación salesiana en Chile. En un principio se remitía a representar a los jóvenes egresados del Salvador, aunque en la actualidad considera también a la Escuela Santa Ana. Su objetivo es mantener vigente el espíritu salesiano entre los exalumnos del colegio, organizando actividades en beneficio de estos o en apoyo a los estudiantes actuales del establecimiento, así como también en fomento del sentido de pertenencia y camaradería entre los salesianos.

### Comunidades Pastorales
Se denomina Comunidades Pastorales a todas las organizaciones dirigidas a jóvenes que dependen del área pastoral del establecimiento. En este grupo se incluye a distintas agrupaciones, como los boy scouts, Comunidades Apostólicas Salesianas (CAS), entre otros. 
A su vez, tienen a su cargo la coordinación de otras actividades relacionadas con fomentar el catolicismo entre la juventud, como los sacramentos de la Primera Comunión y la Confirmación, la organización de las Colonias Villa Feliz y misiones a sectores rurales de la región, entre otros.

### Animación Familiar
Se denomina Animación Familiar a las diversas organizaciones pastorales del colegio que no necesariamente están dirigidas hacia los estudiantes o jóvenes. Entre las agrupaciones que lo conforman, las más destacables son las EME (Encuentro de Mamás en el Espíritu) y los EPE (Encuentro de Papás en el Espíritu), los cuáles en su gran mayoría se encuentran compuestos por apoderados o ex-apoderados del colegio.
La labor de estos grupos es fomentar el catolicismo entre las familias de los estudiantes y de la comunidad en general. Desde estas agrupaciones se organizan diversas actividades que mantienen la línea del proyecto pastoral de la congregación, en tanto se promueve el amor y los diversos ideales cristianos en son de la familia.

## Actividades tradicionales

### Buenos días
Los buenos días corresponden la bienvenida diaria a los estudiantes del colegio, en el cual se realiza un momento de oración (siguiendo los parámetros cristianos), se brindan palabras motivacionales por parte de profesores y otros miembros de la comunidad hacia los estudiantes, y se dan las informaciones diarias tanto a nivel general como a nivel particular (dirigido a cursos o alumnos individualmente).  
Ocasionalmente las actividades se modifican, especialmente cuando es un día especial o de celebración, como el día del alumno, la semana salesiana, los inicios y términos de semestres y de año, etc.

### Retiros espirituales
Se le denomina retiros espirituales a las actividades organizadas por la pastoral del colegio y dirigida a todos los cursos del establecimiento. Corresponde precisamente a una jornada durante el año en que cada curso sale de las instalaciones del colegio hacia una propiedad del colegio cerca de la comuna de Maule. En dicha jornada se reflexiona sobre distintas cosas, como el autoconocimiento, el respeto por los demás y distintas temáticas enfocadas en los estudiantes.
En 4° medio se realiza la última jornada, denominada «Éxodo», la que se realiza en el refugio que la congregación tiene en el sector cordillerano de la región. Durante todo el día se organizan actividades similares a los retiros anteriores pero con mayor énfasis en los cierres de procesos, esto ya que se realiza en los últimos meses de clases de los jóvenes en la educación secundaria.
Durante el año también se realizan retiros espirituales dirigidos a los apoderados del colegio, con énfasis similar al de los estudiantes. En muchos casos, estos retiros son organizados por otras entidades de los salesianos, más allegadas al ámbito de Animación Familiar de la congregación.

### Semana salesiana
Corresponde a las actividades realizadas por el colegio para celebrar el nacimiento de Don Bosco, aprovechando para conmemorar el aniversario del colegio. Se desarrolla generalmente en la semana que coincida con el 16 de agosto, día del natalicio de Don Bosco. De esta manera, las actividades se realizan durante toda esa semana en las tardes. En dichas actividades se divide a los 3° y 4° medios en alianzas por especialidad técnica (dejando a los Científicos-Humanistas como una alianza aparte, y sorteando a los 1° y 2° medios entre las ya existentes) y se les establece un color, los cuales se han mantenido por décadas:
| Especialidad         | Color    |
| -------------------- | -------- |
| Mecánica Industrial  | Blanco   |
| Mecánica Automotriz  | Amarillo |
| Electricidad         | Verde    |
| Gráfica              | Rojo     |
| Electrónica          | Azul     |
| Científico-Humanista | Naranjo  |

Durante la semana se organizan actividades donde todas las alianzas deben participar, acumulando puntos. El día viernes de dicha semana las actividades se realizan en la mañana, y a la noche se realiza la Disco Bosco donde se da a la alianza ganadora.
En dicha semana también se realizan actividades con alianzas para los alumnos de prebásica y básica, apoderados y los grupos del MJS, sin embargo, estas alianzas cambian de composición cada año, siendo las de los estudiantes las únicas que se mantienen.

### Disco Bosco
La Disco Bosco corresponde a las fiestas organizadas por la institución, realizadas dentro del establecimiento y generalmente abierta a personas externas. Desde los primeros registros ha variado en la cantidad de fiestas por año, aunque actualmente se realiza una al finalizar la semana salesiana. En dicha celebración se recurre a DJ's, juegos de luces y se celebra el término de las actividades del aniversario con la premiación para la alianza ganadora. Ocasionalmente se realizan al inicio de cada año escolar, como bienvenida a los estudiantes nuevos (especialmente a los 1° medio).

### Desfile a Don Bosco
El desfile a Don Bosco es una actividad típica organizada por el colegio en honor al natalicio de Don Bosco. Se realiza generalmente una o dos semanas después de la semana salesiana. Históricamente el desfile se ha realizado por la Plaza de Armas de Talca, específicamente por la calle 1 oriente.
En este desfile participan:
- Estudiantes, profesores y asistentes del Centro Educativo Salesianos Talca (Totalidad)
- Estudiantes y profesores del Liceo Santa Teresita (Electivo)
- Estudiantes y profesores del Liceo María Auxiliadora de Colín (Electivo)
- Miembros de las Comunidades Pastorales del CEST
- Centro General de Padres y Apoderados (Totalidad)
- Centro de Exalumnos

Además, la banda de guerra del colegio entona marchas para el desfile, siendo su presentación más importante del año.

### Actividades religiosas
Desde el colegio, al ser de orientación católica, es muy común que se participe u organice de una gran cantidad de actividades religiosas de toda índole, tanto dirigido solamente a estudiantes y miembros de la familia salesiana, como a la comunidad en general. En muchos casos, estas actividades son de carácter obligatorio para los alumnos, de tal forma que, en caso de inasistencia, se registra formalmente. Algunas de estas son:
- Procesión de María Auxiliadora.
- Misas de solemnidad a Don Bosco y María Auxiliadora.

### Actividades desaparecidas
- Revistas de gimnasia: Las revistas de gimnasia fueron una actividad anual que se realizaba en ambas escuelas. Constaban de diversas demostraciones de actividad física que realizaban los alumnos, dirigido hacia los apoderados y la comunidad en general.[31]
- Exposición del Trabajo: Fueron una actividad anual realizada en la Escuela El Salvador, donde se presentaban al público los mejores trabajos realizados por los estudiantes del establecimiento. También se presentaban los cuadernos utilizados por los más jóvenes en sus clases. Recibía bastante atención por la población en general y era común que diversas autoridades asistieran a observar los trabajos de los jóvenes, que en muchos casos correspondían a piezas bastante elaboradas. Esta actividad generalmente se realizaba en las primeras semanas de diciembre, como cierre del año académico.[14][62]